# Stone Town
Stone Town (en suajili: Mji Mkongwe; en español: Ciudad de Piedra de Zanzíbar), es la parte antigua de la Ciudad de Zanzíbar, la capital del archipiélago de Zanzíbar, que forma parte de Tanzania. Antigua capital del Sultanato de Zanzíbar y centro floreciente del comercio de especias así como del comercio de esclavos en el siglo XIX, mantuvo su importancia como la principal ciudad de Zanzíbar durante el período del protectorado británico. Cuando Tanganica y Zanzíbar se unieron para formar la República Unida de Tanzania, Zanzíbar mantuvo un estado semiautónomo, con Stone Town como sede del gobierno local. La ciudad vieja se asienta sobre una península de forma triangular en la costa oeste de la isla, abarca una superficie de 96 ha. Fue declarada Patrimonio de la Humanidad por la Unesco en el año 2000, al ser una de las ciudades más importantes de la cultura suajili. Entre los atractivos turísticos de la zona están la Casa de las Maravillas, el Palacio del Sultán y el Fuerte Viejo.

## Historia

### Control omanés

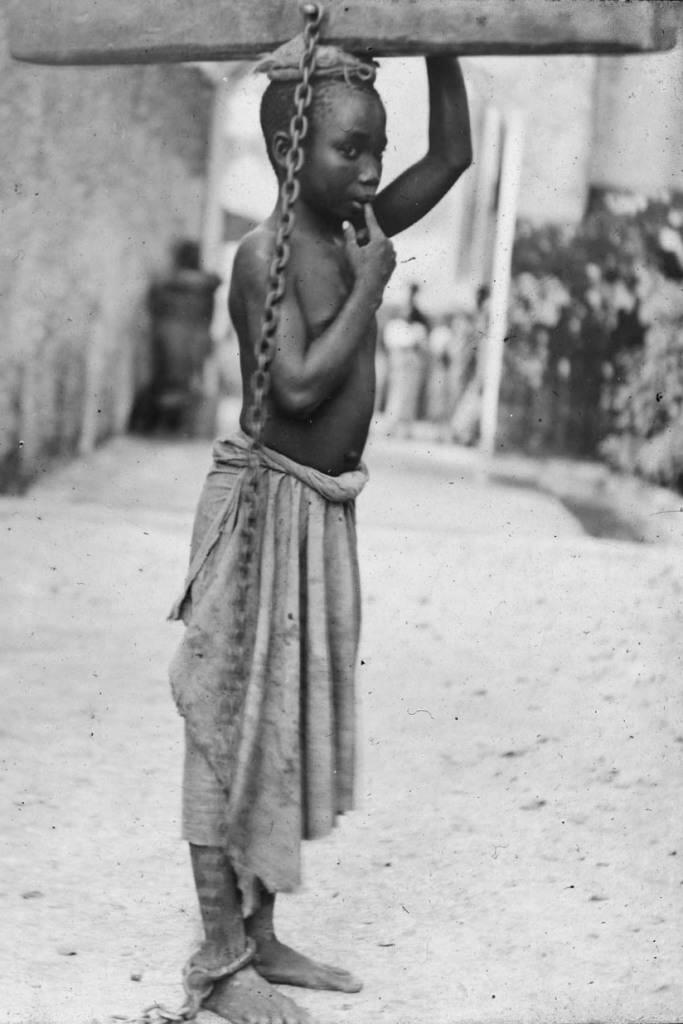
Fotografía de un niño esclavizado en Zanzíbar siendo castigado por su amo musulmán por una falta leve.

Stone Town se encuentra a lo largo de un puerto natural y los primeros europeos en poner un pie en la isla de Zanzíbar fueron los portugueses. Los portugueses gobernaron la isla durante más de 2 siglos y comenzaron a construir la primera estructura de piedra de Stone Town, el Fuerte Viejo. Sin embargo, hacia finales del siglo XVII, el Sultanato de Omán se apoderó de la isla y completó el fuerte para evitar futuros ataques. Las primeras casas de piedra en Stone Town probablemente comenzaron a construirse en la década de 1830, reemplazando gradualmente un antiguo pueblo de pescadores alrededor del Antiguo Fuerte. En ese momento, el Sultanato de Omán controlaba el Archipiélago de Zanzíbar, Mombasa y Zanguebar.
En 1840, el sultán Saíd bin Sultán trasladó su capital de Mascate, Omán, a Stone Town, que así entró en una era de rápido desarrollo como la nueva capital del Sultanato de Omán y Zanzíbar. Con los británicos prohibiendo la trata de esclavos en el Océano Índico, las fortunas del Sultanato de Omán se derrumbaron. La economía de Mascate estaba en ruinas y muchos omaneses emigraron a Zanzíbar. El aumento de la población árabe en la isla facilitó un mayor crecimiento y comenzaron a surgir más edificios en la ciudad. Además, también se construyeron grandes estructuras reales como la Casa de las Maravillas y el Palacio del Sultán. En 1861, a raíz de la guerra de sucesión de la familia real omanesa, Zanzíbar y Omán se separaron, con lo cual Zanzíbar se convertía en un sultanato independiente bajo el mando del sultán Mayid bin Saíd.

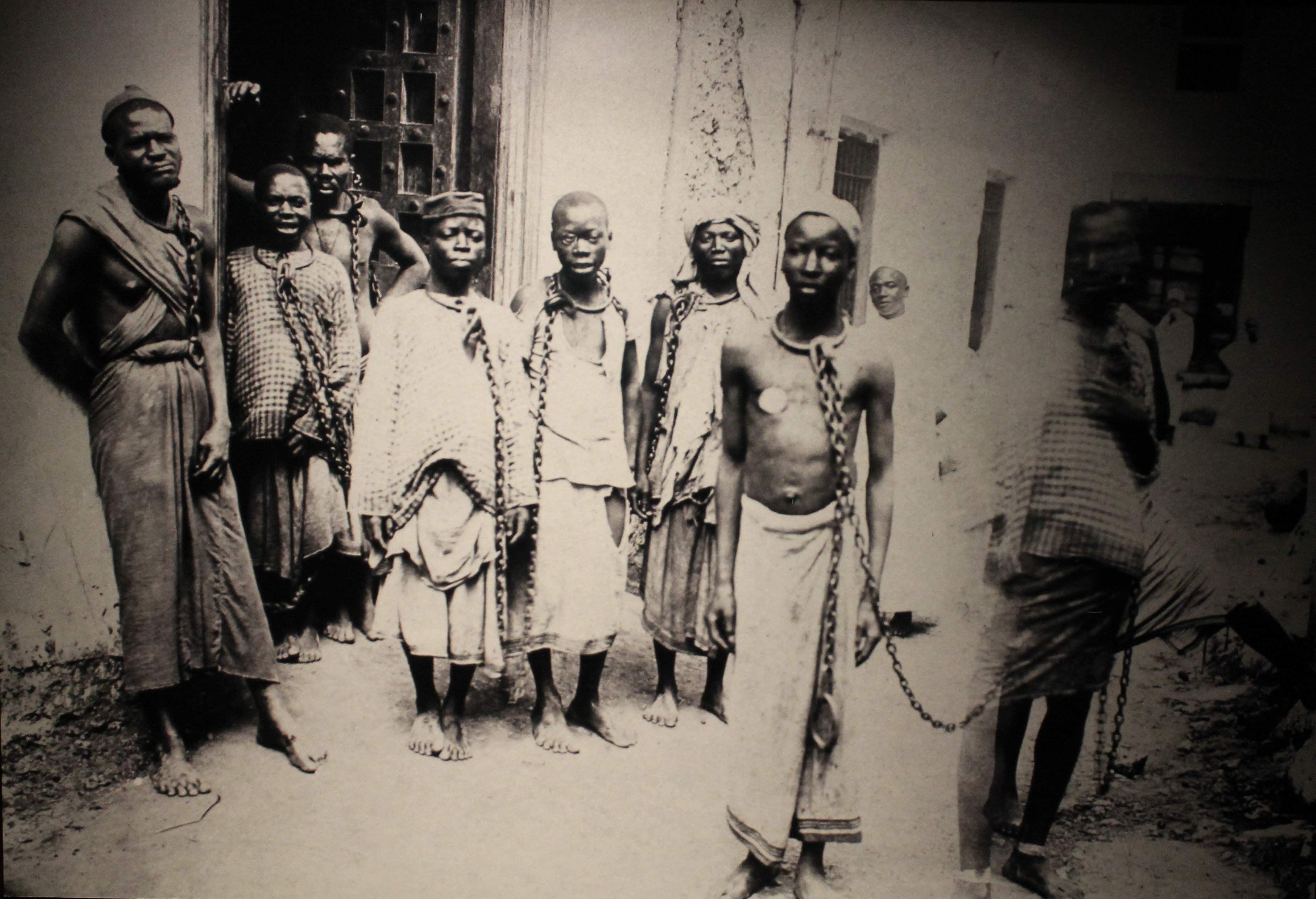
Mercado de esclavos en Zanzíbar.

En el siglo XIX, Stone Town floreció como centro comercial. Fue especialmente conocido por el comercio de especias (principalmente clavo) y esclavos.

### Control colonial

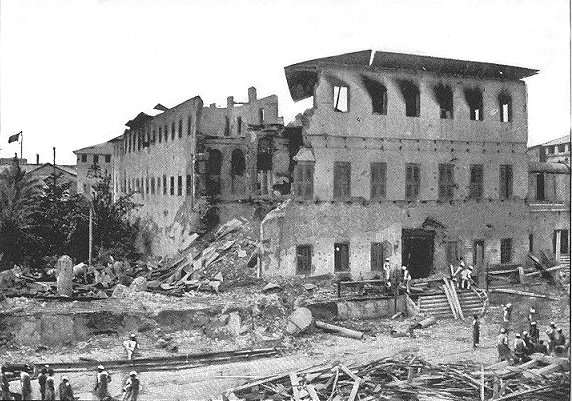
Efectos del bombardeo naval británico de la Guerra Anglo-Zanzíbar de 1896

En las últimas décadas del siglo, los Sultanes de Zanzíbar perdieron gradualmente sus posesiones en el continente África Oriental ante el Imperio Alemán y el Reino Unido. En 1890, con el Tratado Heligoland-Zanzíbar, Zanzíbar se convirtió en un protectorado británico. En 1896, una repentina rebelión de los omaníes de Zanzíbar contra el dominio británico llevó a la Guerra Anglo-Zanzíbar, que se recuerda como la guerra más corta de la historia: el sultán se rindió después de 45 minutos de bombardeo naval de Stone Town por la Royal Navy.
Durante el período del protectorado británico, el sultán aún conservaba algo de poder y Stone Town siguió siendo un centro comercial relativamente importante para el comercio informal. Aunque la ciudad tenía anteriormente un pequeño ferrocarril, los británicos construyeron un ferrocarril de la ciudad al poblado de Bububu. Los británicos no financiaron desarrollos importantes en la ciudad y permitieron que el sultán manejara los asuntos de las islas desde Stone Town. Los británicos dieron privilegios a las ciudades de Mombasa y Dar es Salaam como sus estaciones comerciales en el África Oriental.

## Personas ilustres originarias de Stone Town
- Freddie Mercury, vocalista de Queen.
- Abdulrazak Gurnah, Premio Nobel de literatura 2021.